# 牡锦灯鱼
牡锦灯鱼（学名：Centrobranchus andreae）为輻鰭魚綱燈籠魚目灯笼鱼科锦灯鱼属的鱼类，俗名牡刺鳃灯鱼。分布于太平洋、印度洋和大西洋以及南海等海域，主要生活于热带海域。
它体长可达6.5公分，晚上在0-165公尺深之海域生活，但白天栖所在640-650公尺深度，可做為食用魚。

## 扩展阅读
維基物種上的相關：牡锦灯鱼